# Tajimi
Tajimi è una città giapponese della prefettura di Gifu.